# Nykåtatjärnen (Arvidsjaurs socken, Lappland, vid Östansjövägen)
Nykåtatjärnen är en sjö i Arvidsjaurs kommun i Lappland och ingår i Byskeälvens huvudavrinningsområde. Sjön har en area på 0,0311 kvadratkilometer och ligger 405 meter över havet.

## Delavrinningsområde
Nykåtatjärnen ingår i det delavrinningsområde (730840-163718) som SMHI kallar för Ovan 730336-163895. Medelhöjden är 433 meter över havet och ytan är 40,41 kvadratkilometer. Räknas de 8 avrinningsområdena uppströms in blir den ackumulerade arean 230,7 kvadratkilometer. Avrinningsområdets utflöde Byskeälven mynnar i havet. Avrinningsområdet består mestadels av skog (91 procent). Avrinningsområdet har 0,69 kvadratkilometer vattenytor vilket ger det en sjöprocent på 1,7 procent.